# II Zbór Kościoła Chrześcijan Baptystów w Gdańsku
Kościół Chrześcijan Baptystów Drugi Zbór w Gdańsku – kancelaria KChB II w Gdańsku mieści się przy ulicy Leczkowa 27 we Wrzeszczu Dolnym.
Nabożeństwa odbywają się w każdą niedzielę o godzinie 16:00, przy Alei Grunwaldzkiej 229 (sala Kościoła EXE) 